# Championnat d'Espagne de football de deuxième division 1930-1931
Navigation
Segunda División 1929-30 Segunda División 1931-32
Le championnat d'Espagne de football D2 1930-1931 est la 3e édition du championnat. Organisé par la Fédération royale espagnole de football, le championnat se déroule du 7 décembre 1930 au 5 avril 1931, bien que le Real Murcie ait joué deux matchs reportés contre le Deportivo et le Real Oviedo les 6 et 26 avril.
Le vainqueur du championnat est le Valence FC.

## Règlement de la compétition
Comme la saison précédente, le championnat est composé d'un groupe de dix clubs. Selon un système de ligue, les dix équipes s'affrontent à deux reprises, une fois à domicile et une fois à l'extérieur, soit un total de dix-huit matches. L'ordre des matches a été décidé par un tirage au sort avant le début de la compétition.
Le classement final est établi sur la base des points obtenus lors de chaque rencontre, à raison de deux points par match gagné, un pour un match nul et aucun pour une défaite. Si, à la fin du championnat, deux équipes ont le même nombre de points, les critères établis par le règlement pour départager les équipes sont les suivants :
1. Les confrontations directes entre les équipes à égalité.
2. Si l'égalité persiste, celui qui a la meilleure différences de buts.

L'équipe ayant le plus de points à la fin du championnat est champion de Segunda División et est promue directement en Primera División pour la saison suivante, étant remplacée par la dernière équipe de cette catégorie.
D'autre part, le dernier classé de Segunda División est relégué en Tercera División, étant remplacé par le champion des barrages de promotion de cette catégorie.

## Équipes participantes
| \| A. Madrid Real Betis CD Castellón Deportivo Gijón Iberia SC Murcie Oviedo Séville FC Valence FC \| Localisation des clubs engagés dans le championnat. |
| A. Madrid Real Betis CD Castellón Deportivo Gijón Iberia SC Murcie Oviedo Séville FC Valence FC                                                           |

| Clubs                | Ville                 | Stade            |
| -------------------- | --------------------- | ---------------- |
| Athletic Madrid      | Madrid                | Metropolitano    |
| Real Betis           | Séville               | Patronato Obrebo |
| CD Castellón         | Castellón de la Plana | El Sequiol       |
| Deportivo La Corogne | La Corogne            | Riazor           |
| Iberia SC            | Saragosse             | Torrero          |
| Real Murcie          | Murcie                | La Condomina     |
| Real Oviedo          | Oviedo                | Buenavista       |
| Séville FC           | Séville               | Nervión          |
| Sporting Gijón       | Gijón                 | El Molinón       |
| Valence FC           | Valence               | Mestalla         |

## Classement
| Rang | Équipe               | Pts | J  | G  | N | P  | Bp | Bc | Diff |  | Résultats (▼ dom., ► ext.) | VAL | SEV | ATH | SPO | CAS | BET | MUR | OVI | DEP | IBE |
| ---- | -------------------- | --- | -- | -- | - | -- | -- | -- | ---- |  | -------------------------- | --- | --- | --- | --- | --- | --- | --- | --- | --- | --- |
| 1    | Valence FC           | 26  | 18 | 12 | 2 | 4  | 37 | 25 | +12  |  | Valence FC                 |     | 2-1 | 4-3 | 3-0 | 2-0 | 6-0 | 2-0 | 5-2 | 3-0 | 2-0 |
| 2    | Séville FC           | 23  | 18 | 10 | 3 | 5  | 42 | 26 | +16  |  | Séville FC                 | 5-0 |     | 3-1 | 4-1 | 3-1 | 0-0 | 4-1 | 3-0 | 5-2 | 3-0 |
| 3    | Athletic Madrid R    | 23  | 18 | 11 | 1 | 6  | 47 | 31 | +16  |  | Athletic Madrid            | 3-0 | 2-0 |     | 4-1 | 3-0 | 5-1 | 6-1 | 3-2 | 1-0 | 4-1 |
| 4    | Sporting Gijón       | 18  | 18 | 8  | 2 | 8  | 48 | 32 | +16  |  | Sporting Gijón             | 2-1 | 6-0 | 2-2 |     | 7-2 | 5-0 | 9-0 | 2-1 | 3-0 | 5-1 |
| 5    | CD Castellón P       | 18  | 18 | 6  | 6 | 6  | 27 | 31 | -4   |  | CD Castellón               | 1-1 | 3-3 | 4-1 | 1-0 |     | 1-2 | 1-3 | 1-0 | 2-1 | 4-0 |
| 6    | Real Betis           | 17  | 18 | 7  | 3 | 8  | 25 | 36 | -11  |  | Real Betis                 | 0-1 | 0-1 | 2-3 | 2-0 | 1-1 |     | 3-0 | 3-2 | 4-3 | 2-1 |
| 7    | Real Murcie          | 14  | 18 | 6  | 2 | 10 | 29 | 46 | -17  |  | Real Murcie                | 1-2 | 2-1 | 0-3 | 4-1 | 1-2 | 1-2 |     | 3-2 | 4-0 | 1-1 |
| 8    | Real Oviedo          | 14  | 18 | 4  | 6 | 8  | 39 | 41 | -2   |  | Real Oviedo                | 1-1 | 3-3 | 4-1 | 3-1 | 2-2 | 2-2 | 1-1 |     | 4-1 | 5-3 |
| 9    | Deportivo La Corogne | 14  | 18 | 6  | 2 | 10 | 32 | 43 | -11  |  | Deportivo La Corogne       | 1-2 | 2-1 | 5-2 | 1-0 | 1-1 | 2-1 | 5-4 | 4-4 |     | 4-0 |
| 10   | Iberia SC            | 13  | 18 | 5  | 3 | 10 | 23 | 38 | -15  |  | Iberia SC                  | 5-0 | 0-2 | 1-0 | 3-3 | 0-0 | 2-0 | 1-2 | 2-1 | 2-0 |     |

Promotion et relégation
- 1er : promotion en Primera División
- 10e : relégation en Tercera División

Abréviations
- R : Relégué de Primera División 1929-1930
- P : Promu de Tercera División 1929-1930

## Bilan de la saison
| Championnat d'Espagne de football de deuxième division 1930-1931 |                        |
| Champion                                                         | Valence FC (1er titre) |
| Dauphin                                                          | Séville FC             |
| Promotions et relégations                                        |                        |
| Promus en Primera División                                       | Valence FC             |
| Relégués en Segunda División                                     | CD Europa              |
| Promus en Segunda División                                       | Celta Vigo             |
| Relégués en Tercera División                                     | Iberia SC              |